# 酸化臭素(I)
酸化臭素(I)（さんかしゅうそ(I)、bromine(I) oxide） は、臭素の酸化物であり、-18°C以下の温度でしか存在できない不安定な暗褐色の化合物である。無水次亜臭素酸、一酸化二臭素とも呼ばれる。

## 合成
- 酸化水銀(II)の臭素による酸化

{\displaystyle {\ce {2Br2 + HgO -> Br2O + HgBr2}}}
- 二酸化臭素の分解

{\displaystyle {\ce {4BrO2 -> 2Br2O + 3O2}}}

## 反応
- ヨウ素との反応

{\displaystyle {\ce {5Br2O + I2 -> I2O5 + 5Br2}}}
- 塩基との反応

{\displaystyle {\ce {Br2O + 2NaOH -> 2NaBrO + H2O}}}
- 水との反応

{\displaystyle {\ce {Br2O + H2O ->2HBrO}}}